# Metalia angustus
Metalia angustus is een zee-egel uit de familie Brissidae.
De wetenschappelijke naam van de soort werd in 1984 gepubliceerd door De Ridder.